# حسن بن یحیی
حسن بن یحیی (انگلیسی: Hassan ibn Yahya; ۱۳ ژوئن ۱۹۰۸ – ۱۳ ژوئن ۲۰۰۳) دیپلمات، و سیاستمدار اهل یمن بود. وی برای بار اول از آوریل ۱۹۴۸ تا اوت ۱۹۵۵، و بار دوم از ۱۹۶۲ تا ۱۹۶۷، و بار سوم از ۱۹۶۹ تا ۱۹۷۰ نخست‌وزیر پادشاهی متوکلی یمن بود.
حسن بن یحیی در ۱۳ ژوئن ۲۰۰۳، در تولد ۹۵ سالگی‌اش در شهر جده، عربستان درگذشت.
وی همچنین برندهٔ جوایزی همچون نشان شایستگی جمهوری ایتالیا شده‌است.